# مكتب إس إس التعليمي
مكتب إس إس التعليمي ( SS-Schulungsamt ) أحد المنظمات النازية المسؤولة عن التلقين العقائدي لأعضاء شوتزشتافل. كان المكتب يعمل مبدئيًا تحت اختصاص مكتب الأعراق والتجمعات الحضرية ( RuSHA )، لكنه خضع لاحقًا لمكتب قوات الأمن الخاصة الرئيسي ( SS-Hauptamt ).

## التاريخ
عندما تم تأسيس مكتب الأعراق والتجمعات الحضرية في 30 كانون الثاني (يناير) 1935، تحملت أربعة مجالات رئيسية للمسؤولية، كان أولها التدريب الإيديولوجي لأعضاء قوات الأمن الخاصة.  لتسهيل هذه المهمة، تم تشكيل مكتب SS للتعليم. استمر هذا المكتب في نشر مواد تعليمية خبيثة زائفة علمية حول اليهود والشيوعيين والخصائص العرقية لمختلف الشعوب وغيرها من الدعاية النازية. تم غرس الكاديت بمنهج دراسي شدد على المبادئ الأساسية للاشتراكية القومية، والتي شملت مخاطر اليهودية والبلشفية والمسيحية والليبرالية الغربية والكفاح الألماني الوشيك للسيطرة على أوروبا.  كان هناك ثلاثة مكونات فرعية لمكتب إس إس التعليمي، كل منها مسؤول عن الواجبات المقابلة:

### اقتباسات
1. ↑  Weale 2012.
2. ↑  Gilbert 2019.